# 蒂卡尔四号神庙

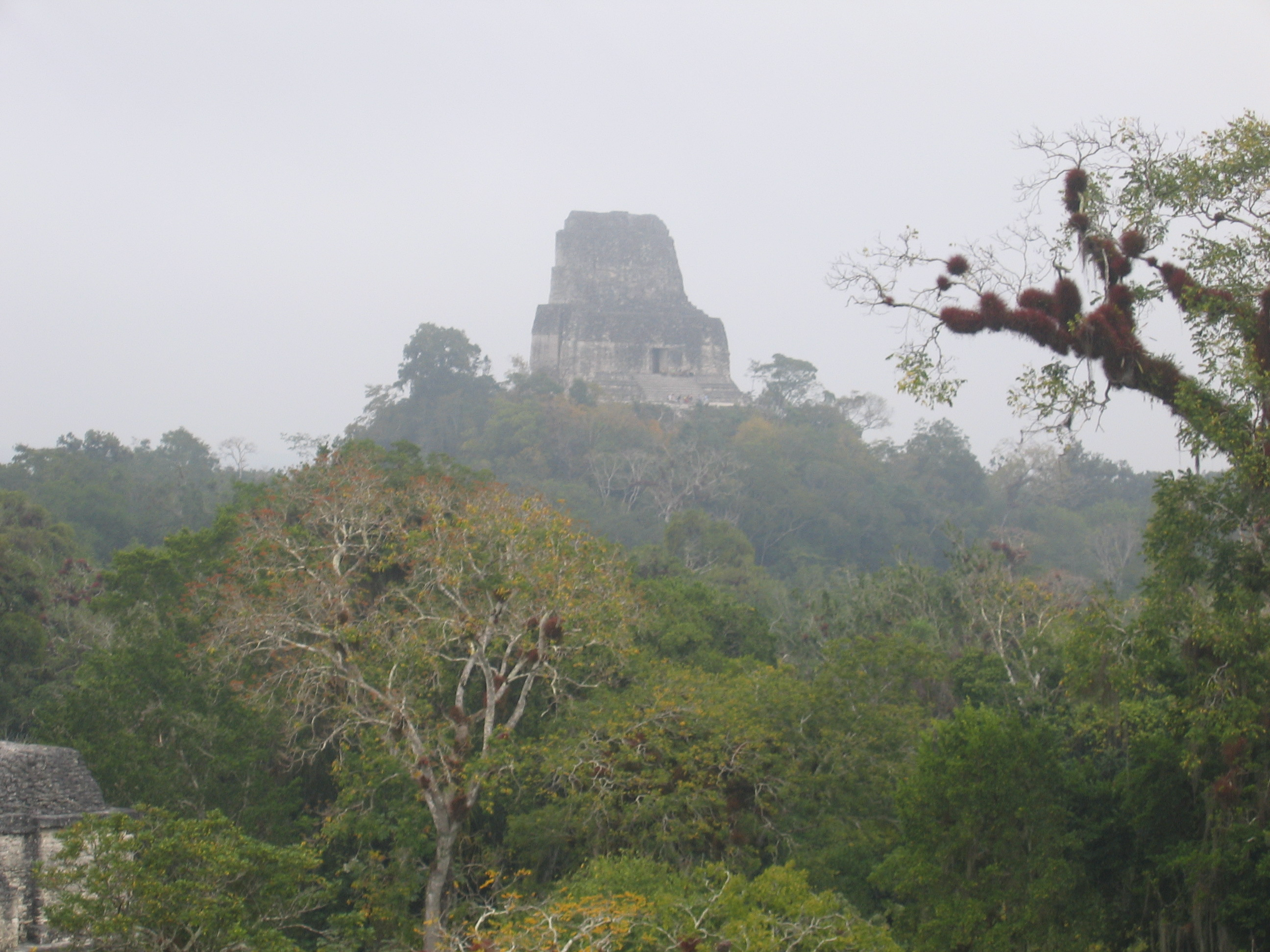
蒂卡爾四号神庙

蒂卡爾四号神庙是一個位於中美洲危地馬拉的古代瑪雅城市蒂卡爾的金字塔。這是在瑪雅世界最高的建築之一 。金字塔是建立於西元741年 ，位於蒂卡爾三號神廟的西部。蒂卡爾四号神庙可能是前哥倫布時期新大陸最高的建築，雖然特奧蒂瓦坎的金字塔可能曾經超過它。

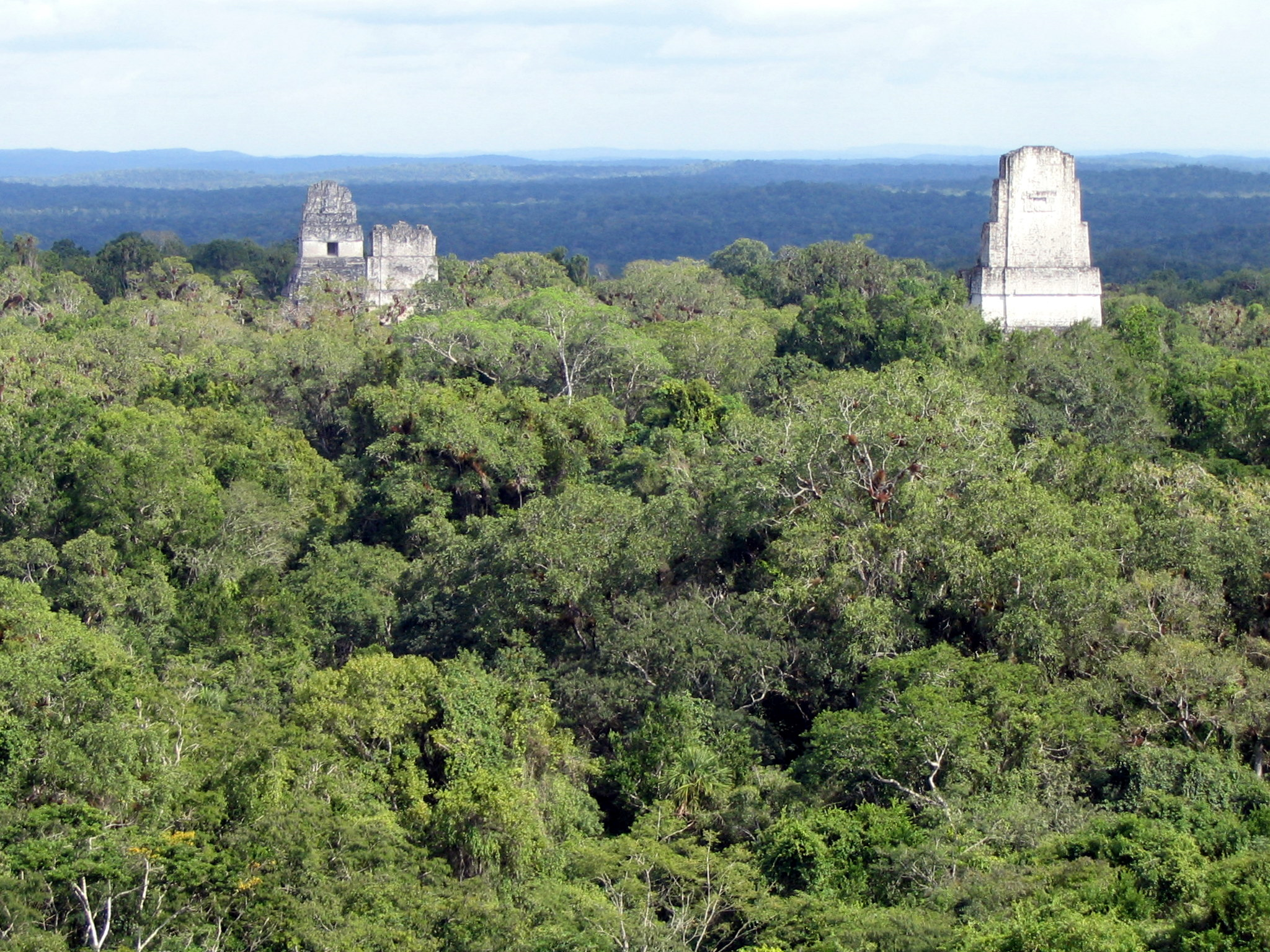
茂密的丛林遮挡不住蒂卡尔高大雄伟的神庙，图中为蒂卡尔一号，二号和三号神庙遗迹

金字塔的興建，是為了紀念去世的國王Yik'in Chan Kawil所統治的蒂卡爾王朝，此建築可能作為Yik'in Chan Kawil的陵墓。坐在此建築的上方時，我們可以看到蒂卡爾一號神廟、蒂卡爾二號神廟、蒂卡爾三號神廟遺址。

## 相關
- 馬雅文明
- 蒂卡爾

## 外部連結
- Guatelinda.com （页面存档备份，存于） Galería de Tikal y otros lugares.
- Tikal.com Sitio Oficial del Parque Nacional Tikal de Guatemala.
- Gobierno de Guatemala.
- Instituto Guatemalteco de Turismo. （页面存档备份，存于）